# Thomas Drimm
Thomas Drimm est une série de romans de science-fiction de Didier van Cauwelaert.
L'intrigue se déroule dans un pays imaginaire du futur, les États-Uniques.
La série comporte à ce jour deux tomes, La Fin du monde tombe un jeudi et La Guerre des arbres commence le 13. Un troisième tome, Le Temps s'arrête à midi cinq est toujours en attente de sortie. L'auteur l'a sorti dans une reprise des deux premiers romans, dans une "intégrale" incluant le dernier tome, le temps s’arrête à midi cinq, en 2016.

## Résumé

### Structure
Les deux livres sont divisés chacun en quatre parties, qui portent chacune un titre commençant par le nom d'un jour. L'histoire débute ainsi un dimanche et se termine le dimanche suivant. Ces parties sont divisées ensuite elles-mêmes en chapitres. On a ainsi la division suivante, :
- DIMANCHE : Le cerf-volant de la mort
- LUNDI : Comment virer son ange gardien
- MARDI : L'amour n'est pas de l'antimatière
- MERCREDI : Je sauve le monde ou je le détruis ?
- JEUDI : La fin du monde est annoncée avec un léger retard
- VENDREDI : L'humanité se végétalise
- SAMEDI : La troisième tentation
- DIMANCHE : L'avenir s'écrit au passé composé

### La fin du monde tombe un jeudi

#### Partie I:Dimanche: Le cerf-volant de la mort
Thomas Drimm est un adolescent de treize ans moins le quart. Il s'amuse sur la plage avec son cerf-volant, baptisé XR9, pour oublier ses problèmes : sa mère est dépressive à cause de son métier de chef de la psychologie au casino de la plage, il est mauvais à l'école, un peu gros et son père boit et fume, ce qui est interdit par le gouvernement. Le vent souffle fort et Thomas voit arriver un vieil homme qui lui conseille de ne pas faire voler son cerf-volant par un tel temps de peur de l'ambîmer quand soudain son cerf-volant fonce en piqué et tue le vieillard. Thomas parvient à se débarrasser du corps dans la mer et cache son cerf-volant sous le sable. Thomas se rend alors au casino où travaille sa mère et nous suivons ses pensées pour apprendre que l'histoire se déroule aux États-Uniques, dans le futur de notre société actuelle. À treize ans, chaque citoyen reçoit une puce dans son cerveau qui contient toutes les informations sur lui et avec lequel il est possible de faire ses achats. Une même quantité d'argent est donnée à tous les citoyens sur leur puce et ils doivent ensuite jouer au casino au moins huit heures par semaine pour faire varier la somme. À leur mort, la puce est récupérée pour servir de source d'énergie. Thomas retrouve sa mère dans son bureau, en présence de l'inspecteur de la moralité Anthony Burle. Elle lui annonce qu'elle a obtenu pour lui un rendez-vous avec le Dr Macrosi, pédonutritioniste, qui fera en sorte de lui faire perdre du poids. Thomas et sa mère rentrent ensuite en voiture chez eux ; Thomas fait croire à sa mère que son cerf-volant a été emporté par le vent. Pendant qu'elle le réprimande, il fait un rêve étrange : il est dans une ville envahie par les arbres et où les abeilles sont revenues butiner quand il se fait soudain attraper le pied par une liane. En arrivant chez lui, Thomas monte à sa chambre et son ours en peluche lui adresse la parole avec la voix du vieillard qu'il a assassiné avec son cerf-volant plus tôt dans la journée. Le vieillard lui explique qu'il s'est réincarné dans l'ours en peluche et qu'il a besoin de Thomas pour détruire le bouclier d'antimatière et ainsi sauver l'humanité. Thomas a du mal à le croire puisque le bouclier d'antimatière est censé protéger les États-Uniques des attaques de missiles extérieures. Il apprend également son identité au journal obligatoire de 20 h lorsqu'il va manger avec ses parents : il s'agit du Pr Pictone, maintenant porté disparu.
Dans le dernier chapitre, l'action se déroule au ministère du hasard, à 23 h 30. Les ministres et Olivier Nox discutent de la disparition du Pr Pictone. Pour eux deux explications : soit le professeur a réussi à extraire sa puce sans qu'elle déclenche le signal d'extraction, soit il est mort et englouti sous l'eau, dont la pression empêche à la puce de communiquer le signal de mort — c'est aussi ce qui explique l'interdiction du gouvernement de se baigner. Olivier Nox prend ensuite l'ascenseur et s'adresse au narrateur, qui est en fait Thomas Drimm en train de rêver. Il appuie ensuite trois fois sur le bouton du sixième étage.

## Personnages
- Thomas Drimm : personnage principal ;
- Nicole Drimm : mère de Thomas ;
- Robert Drimm : père de Thomas ;
- Brenda Logan : habite en face de la famille Drimm ;
- Pr Léonard Pictone : inventeur du bouclier antimatière et de la puce cérébrale ;
- Oswald Narkos III : président des États-Uniques ;
- Olivier Nox et Lily Noctis : demi-frères dirigeants de l'entreprise Nox-Noctis qui fabrique, insère et retire les puces cérébrales ; ils sont en fait les véritables détenteurs du pouvoir ;
- Boris Vigor : ministre de l'énergie ;
- Jennifer : amie de Thomas.

## Publications
- Didier van Cauwelaert (ill. Serge Pellé), La Fin du monde tombe un jeudi, t. 1 (roman), Paris, Albin Michel, 2009, 17686/05 éd., 400 p. (ISBN 978-2-226-21987-9)
- Didier van Cauwelaert (ill. Serge Pellé), La Guerre des arbres commence le 13, t. 2 (roman), Paris, Albin Michel, 2010, 19463/01 éd., 336 p. (ISBN 978-2-226-21830-8)